# Гордана Пауновић
Гордана Пауновић (Београд, 15. јануар 1990) српска је телевизијска, филмска и позоришна глумица.

## Биографија
Пауновићева је рођена 15. јануара 1990. у Београду али је живела у Ковину где је стекла знање о глуми играјући у позоришту. Најзапаженију улогу одиграла је у представи Забуне Вилијама Шекспира коју је режирао Јован Грујић. Добитница је признања за најбоље женско глумачко остварење аматерских позоришта. Највећу популарност стекла је улогом Маше у филмовима и телевизијској серији Војна академија.

## Филмографија
| Год.       | Назив                           | Улога                |
| ---------- | ------------------------------- | -------------------- |
| 2013.      | Где је Нађа?                    | Ксенија              |
| 2016.      | Војна академија 3: Нови почетак | Марија Гаћеша „Маша” |
| 2017.      | Прва тарифа                     | Девојка са куглицама |
| 2018.      | Треш                            |                      |
| 2019.      | Војна академија 5               | Марија Гаћеша „Маша” |
| 2017−2020. | Војна академија (ТВ серија)     | Марија Гаћеша „Маша” |
| 2020.      | Лудница суботње вечери          | Светлана             |
| 2021.      | Камионџије д. о. о.             | Беца                 |
| 2021.      | Радио Милева                    | Каја                 |